# 547

## Esdeveniments
- febrer - Roma: El general Belisari aconsegueix, després de 10 mesos de setge, expulsar-ne els ostrogots.[1]
- Perusa (Itàlia): Els ostrogots del rei Tòtila inicien un setge de la ciutat que durarà dos anys.[2]
- Regne de Gwynedd (Gal·les): Rhun Hir ap Maelgwn succeeix el seu pare Maelgwn Gwynedd en el tron.[3]

## Necrològiques
- 10 de febrer - Montecassino (Itàlia): Santa Escolàstica de Núrsia, inspiradora de les monges benedictines.[4]
- 21 de març - Montecassino (Itàlia): Sant Benet de Núrsia, abat, fundador de l'orde benedictí i pare de l'Església.[5]
- Regne de Gwynedd (Gal·les): Maelgwn Gwynedd, rei, de febre groga[6]